# Biblioteca y Archivo Histórico Emilio Held Winkler
La Biblioteca y Archivo Histórico Emilio Held Winkler (abreviado como Archivo EHW) es una institución privada chilena sin fines de lucro dedicada al almacenamiento, archivo y a servir como repositorio de ejemplares y obras escritas y audiovisuales relacionadas con la inmigración alemana en Chile y el idioma alemán en el país, sirviendo a su vez como biblioteca especializada en este tema. Fue fundado en 1985 como un organismo dependiente de la Liga Chileno-Alemana, donde se encuentran ubicadas sus dependencias en la comuna de Vitacura, en Santiago.

## Historia
El nombre de la biblioteca y archivo se debe a la donación de la colección personal de libros y otros documentos del historiador e investigador chileno-alemán, Emilio Held Winkler (1898-1996), quien fuera además uno de los precursores y primer alcalde de la comuna de Purranque, en la Región de Los Lagos. Esta sirvió como precursora y de base para la actual colección de títulos y ejemplares de distinto tipo, que incluyen libros, planos, periódicos, boletines, revistas y otros impresos, manuscritos, cartas, tarjetas postales, fotografías, filmaciones, actas y otros documentos que tienen alguna vinculación con los inmigrantes alemanes llegados al territorio chileno: desde la época del Descubrimiento y Conquista de Chile, pasando por todo el periodo del Chile colonial, así como también con posterioridad a la independencia, sobre las grandes oleadas migratorias de origen germánico durante los siglos XIX y XX, siendo todos estos recursos utilizados como fuente primaria para investigadores y académicos en distintas áreas del conocimiento en el país.
En 2019, el Museo y Archivo Histórico fue uno de los organizadores de la exposición de conmemoración de los 130 años del natalicio de Gabriela Mistral.
Durante los confinamientos por la pandemia de COVID-19 en Chile, la entidad organizó una serie de conferencias, charlas informativas y otras actividades en la modalidad de videoconferencia.
En mayo de 2022, el Archivo EHW suscribió un convenio de colaboración con el Archivo Judío de Chile (AJCL), con el fin de intercambiar y dar mayor accesibilidad a la información entre ambos archivos comunitarios en lo referente a los judeoalemanes residentes en Chile.

## Galería

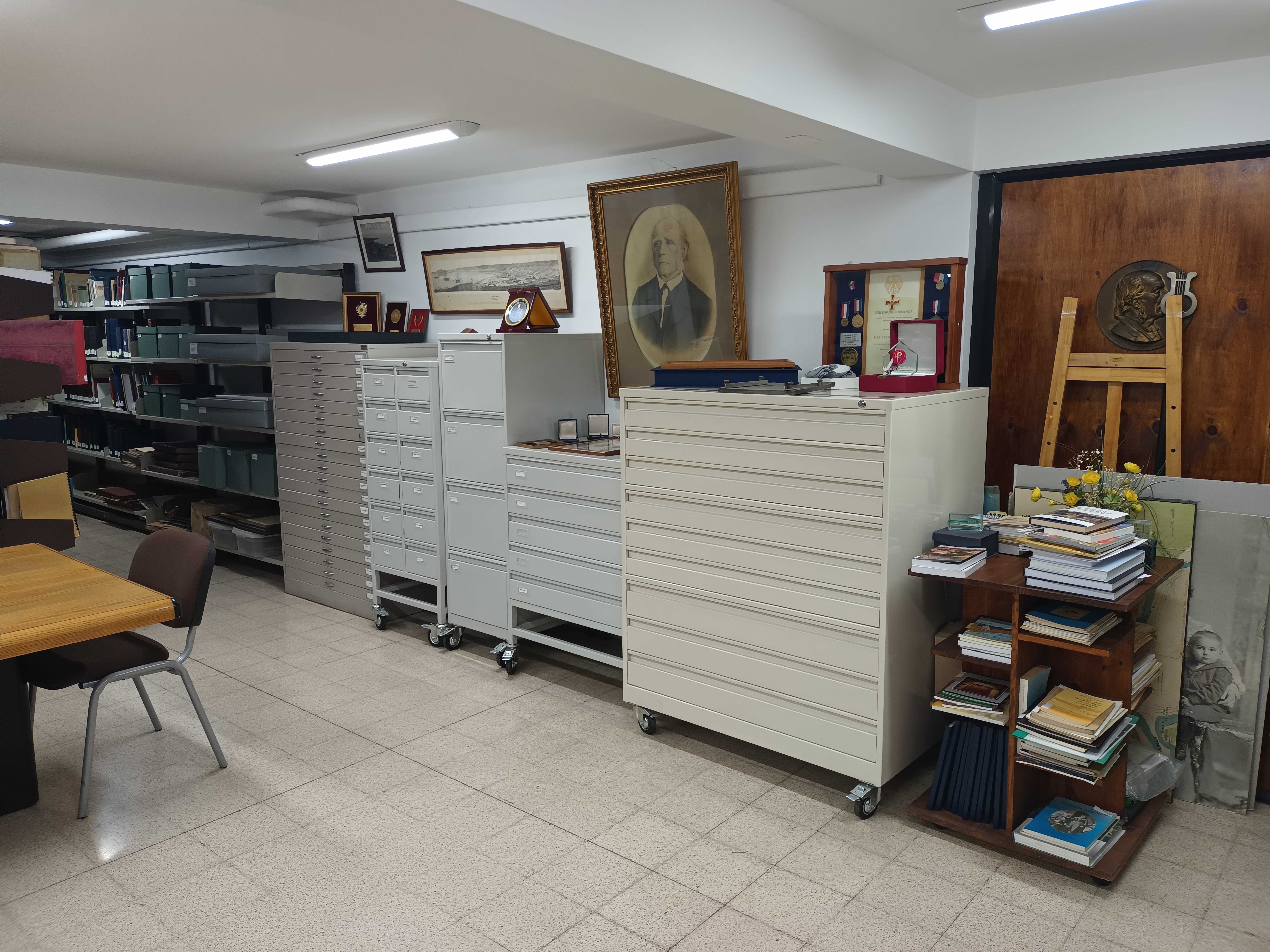
Vista lateral derecha del Depósito Central con una fotografía de Carlos Anwandter
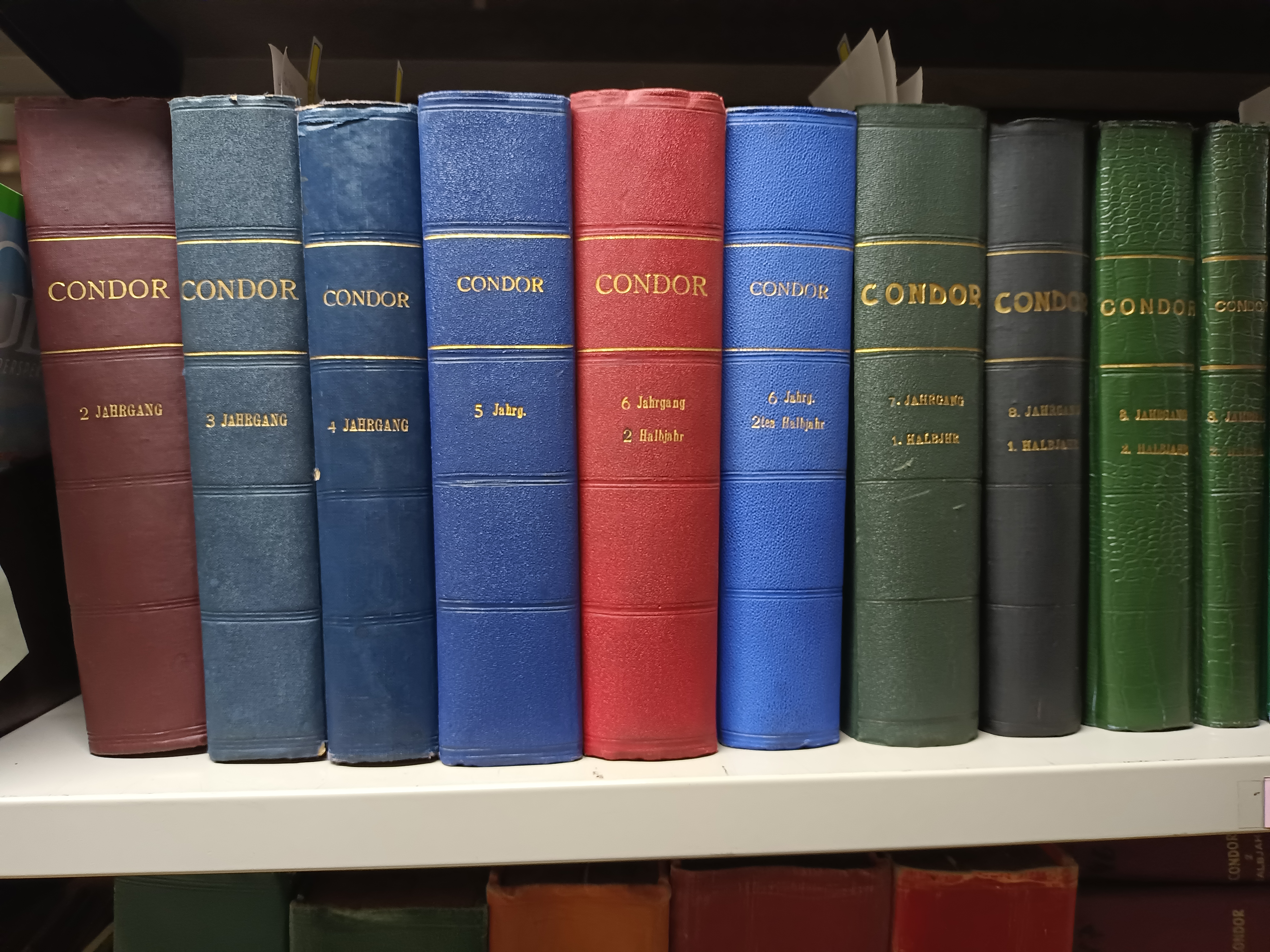
Colección de tomos del 2° al 8° año de las publicaciones del Semanario Cóndor Deutsch-Chilenische Wochenzeitung
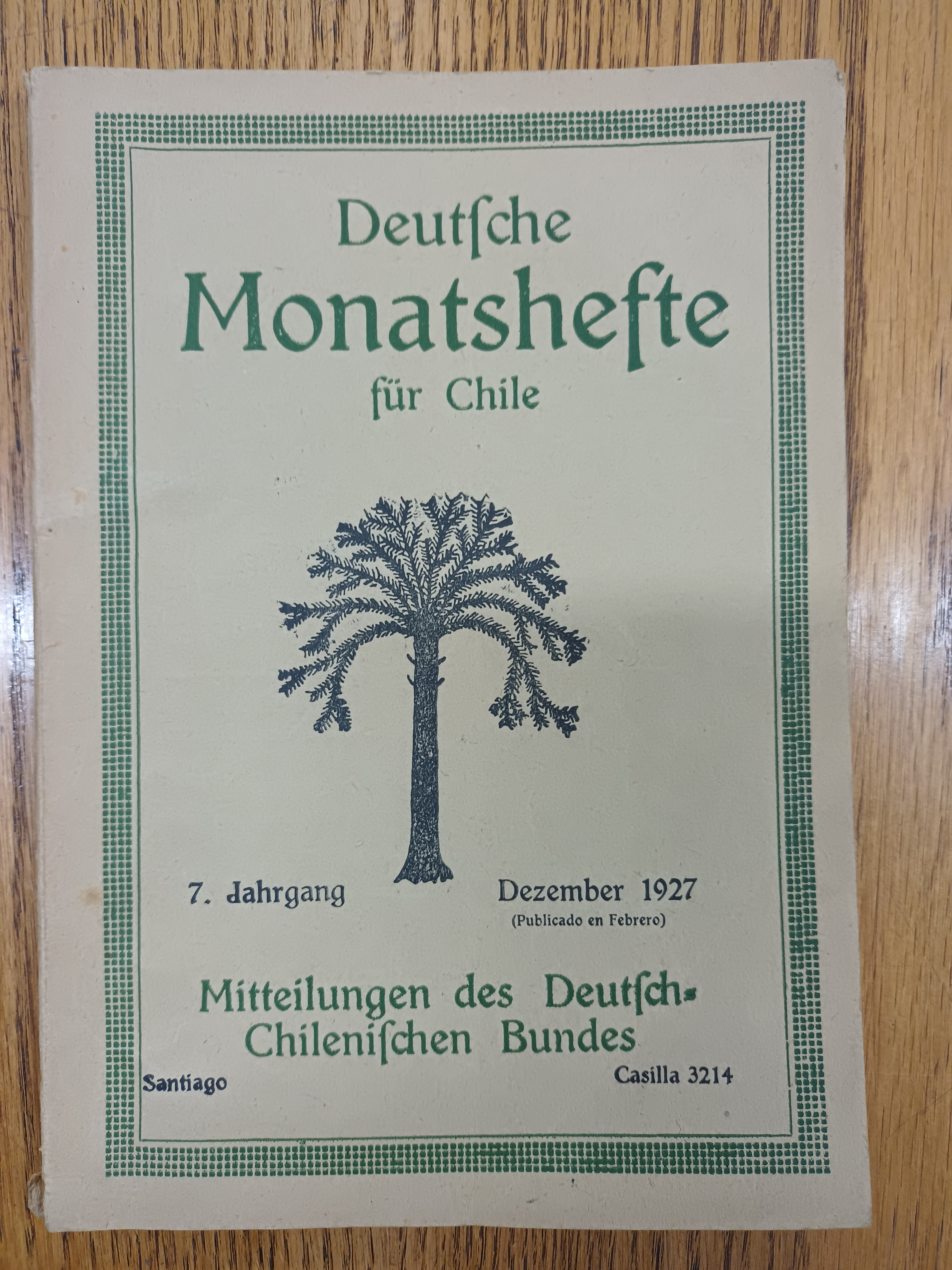
Edición de diciembre de 1927 del Boletín de la Liga Chileno-Alemana Deutsche Monatshefte für Chile
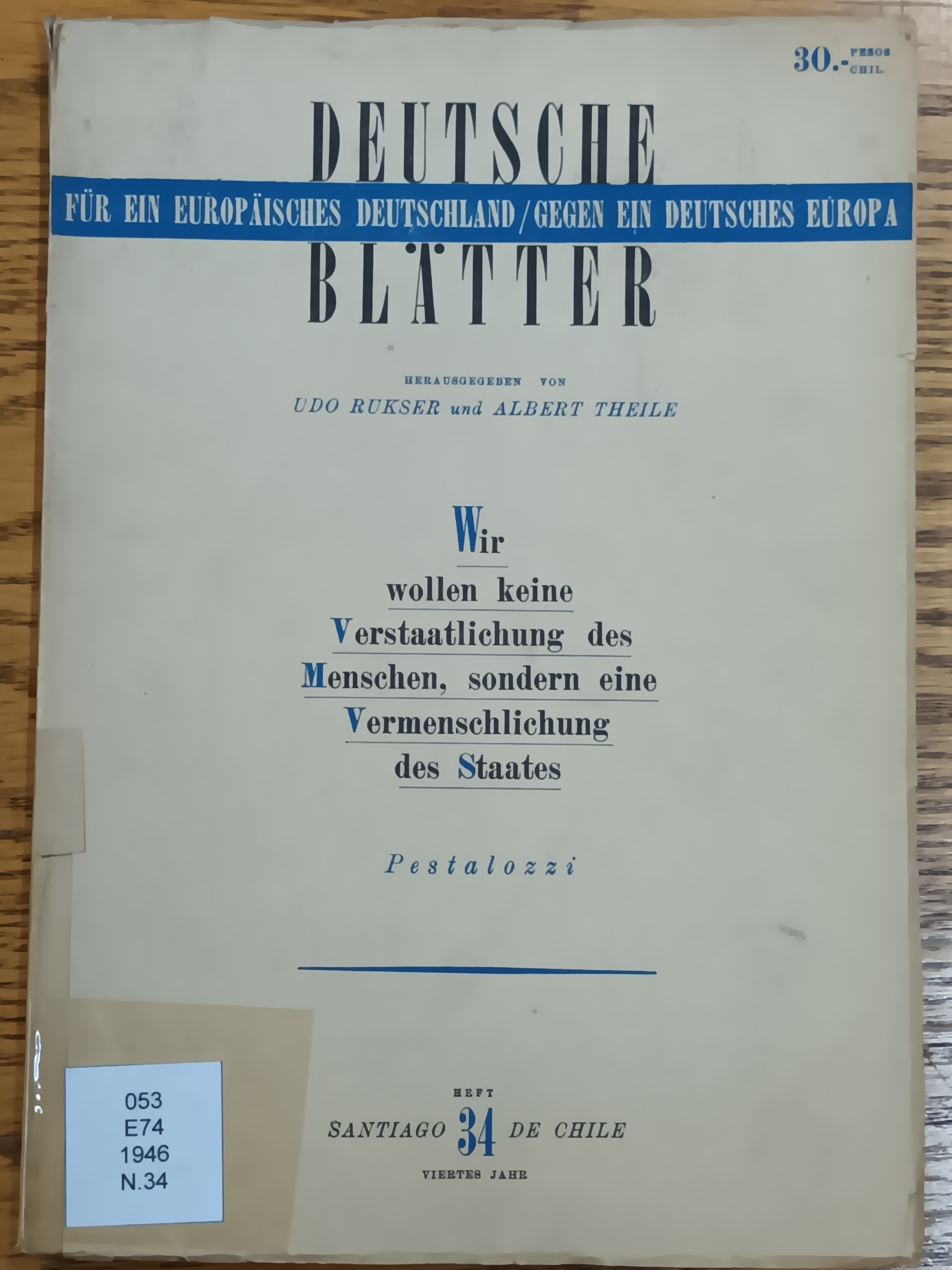
Edición N°34 (Septiembre 1946) de las Deutsche Blätter